# McPhee-Formation
Die McPhee-Formation ist die abschließende Formation der zur Warrawoona Group gehörenden Talga Talga Subgroup in Westaustralien (Pilbara-Kraton). Mit einem Alter von rund 3480 Millionen Jahren BP stammt die vorwiegend ultramafische Formation aus dem Paläoarchaikum. Sie liegt an der Grenze zwischen Isuum und Vaalbarum.

## Etymologie
Die McPhee-Formation wurde nach dem McPhee Creek, einen kleinen, über den De Grey River zur Nordküste Westaustraliens entwässernden Fluss, benannt. Der Flussname ehrt seinerseits den australischen Landvermesser Robert McPhee, der in den 1880ern in der Pilbara-Region prospektierte.

## Vorkommen
Die McPhee-Formation ist in folgenden Grünsteingürteln des East Pilbara Terrane anzutreffen:
- Coppin-Gap-Grünsteingürtel
- Marble-Bar-Grünsteingürtel
- Warralong-Grünsteingürtel

## Stratigraphie
Die in ihrer Mächtigkeit sehr variable McPhee-Formation (gewöhnlich 50 bis 200 Meter, kann aber 750 Meter und mehr erreichen) folgt mit einer mächtigen Chertlage (Big Chert) konkordant auf die oberen Extrusiva (Upper Extrusives) des North-Star-Basalt. Die Formation besteht vorwiegend aus ultramafischen Gesteinen und Basalten, untergeordnet treten auch Bändererze, Pelite und saure Vulkaniklastika auf. Die ultramafischen Gesteine liegen aufgrund der erlittenen Regionalmetamorphose jetzt als Talk-Chlorit-Schiefer bzw. als karbonatisierte Talkschiefer vor. Die McPhee-Formation wird diskordant vom Mount-Ada-Basalt der Coongan Subgroup überlagert. Sie korreliert mit der Dresser-Formation.

## Lagerstätten
Die McPhee-Formation zeigt Anreicherungen an Basismetallen, mehrere Goldvorkommen im Marble-Bar-Grünsteingürtel und massive Sulfide im Warralong-Grünsteingürtel.